# Lecanodiaspis acaciae
Lecanodiaspis acaciae är en insektsart som först beskrevs av William Miles Maskell 1893.  Lecanodiaspis acaciae ingår i släktet Lecanodiaspis och familjen Lecanodiaspididae. Inga underarter finns listade i Catalogue of Life.